# Eucrostes barnardae
Eucrostes barnardae là một loài bướm đêm trong họ Geometridae.